# Astrid Cabral
Astrid Cabral Felix de Sousa (Manaos, 25 de septiembre de 1936) es una poeta, cuentista, profesora y ambientalista brasileña. Es viuda del poeta Afonso Felix de Sousa.

## Biografía
A los dieciséis años, publicó sus primeros poemas en el diario local.
Diplomada en Letras Neolatinas por la Universidad Federal de Río de Janeiro, en idioma inglés, y en literatura estadounidense por la Teacher's Training Course de IBEU. Durante los 1950s, fue miembro del innovador movimiento literario conocido como Clube da Madrugada.
Fue Profesora universitaria en la Universidad de Brasilia desde 1962, pero debió renunciar por razones políticas, en 1964, con el golpe cívico-militar de 1964. Con el restablecimiento de la democracia en 1988, fue amnistiada, y pudo reasumir su carrera académica.
Fue Oficial de cancillería del Ministerio de Relaciones Exteriores y Oficial de cancillería de la Embajada de Brasil en Beirut y en Chicago.

## Algunas publicaciones

### Libros
- Alameda. Volumen 3 de Contos de agora e de sempre. Editor	Edições GRD, 155 pp. 1963

- Ponto de cruz. Livraria Editora Cátedra, 117 pp. 1979

- Torna-viagem. Edições Pirata, 85 pp. 1981

- Zé Pirulito. 4 ventos. Editor Livraria AGIR Editora, 47 pp. 1982

- Lição de Alice. Volumen 7 de Coleção Poesia sempre. Editor Philobiblion, 111 pp. 1986

- Visgo da terra. 3ª edición de Edições Puxirum, 104 pp. ISBN 8575121677, 1986

- Rês desgarrada. Editor Thesaurus, 79 pp. 1994

- De déu em déu. Editorial Sette Letras, 422 pp. ISBN 8573880813, 1998

- Intramuros. Editor Governo do Estado do Paraná, Secretaria de Estado da Cultura, 69 pp. 1998

- Rasos d`água. 2ª edición ilustrada de Editora Valer, 121 pp. ISBN	8575121073, 2003

- Jaula. Editora da Palavra, 78 pp. ISBN 8598348082, 2006

- Ante-sala. Volumen 8 de Canto do Bem-Te-Vi: Poesia. Editor Bem-Te-Vi, 89 pp. ISBN 8588747251, 2007

- Antologia Pessoal, 2008

- 50 Poemas escolhidos pelo autor, 2008

- Les doigts dans l'eau, 2008

- Cage. Traducido por Alexis Levitin. Editor Host Publications, Inc. 91 pp. ISBN 0924047445 artículo en línea 2008

- Astrid Cabral. Editor Thesaurus, 151 pp. ISBN 8570626975, 2008

## Traducciones
- Walden, ou a vida nos bosques. Coautoría de henry david Thoreau, astrid Cabral, júlio Henriques. 2ª edición de Antigona. 366 pp. ISBN 9726081068, 1984

- A desobediência civil, 1984

## Honores

### Premios literarios
- Premio Olavo Bilac, de la Academia Brasileira de Letras, 1987, con Lição de Alice
- Premio Nacional de Poesía Helena Kolody, en 1998, con Intramuros
- Premio Nacional de Poesía de la Academia Brasileña de Letras, en 2004, con Rasos d`água